# آبا (آلبوم)
| بررسی انتقادی              | بررسی انتقادی |
| منبع                       | رتبه‌بندی      |
| -------------------------- | ------------- |
| آل‌میوزیک                   | link          |
| دانشنامه موسیقی عامه‌پسند   | [ ۱ ]         |
| راهنمای آلبوم رولینگ استون | [ ۲ ]         |

«آبا» سومین آلبوم استودیویی ابرگروه سوئدی موسیقی پاپ آبا است که در ۲۱ آوریل ۱۹۷۵ منتشر شد و سه ترانه بسیار موفق به نام‌های «اس‌اواس»، «دارم، دارم، دارم، دارم، دارم» و «ماما میا» در آن عرضه شد.

## فهرست ترانه‌ها
منبع:
| روی نخست | روی نخست             | روی نخست                              | روی نخست |
| شماره    | نام                  | نویسنده(ها)                           | مدت      |
| -------- | -------------------- | ------------------------------------- | -------- |
| ۱.       | «ماما میا»           | بنی آندِشون بیورن اولویوس استیگ آندِشون | ۳:۳۲     |
| ۲.       | «هی، هی هلن»         | بنی آندِشون بیورن اولویوس              | ۳:۱۶     |
| ۳.       | «سرزمین گرمسیری عشق» | استیگ آندِشون بیورن اولویوس بنی آندِشون | ۳:۰۵     |
| ۴.       | «اس‌اواس»             | استیگ آندِشون بیورن اولویوس بنی آندِشون | ۳:۲۲     |
| ۵.       | «مرد میانی»          | بنی آندِشون بیورن اولویوس              | ۳:۰۴     |
| ۶.       | «بنگ-ئه-بومرنگ»      | استیگ آندِشون بیورن اولویوس بنی آندِشون | ۳:۰۵     |

| روی دوم    | روی دوم                        | روی دوم                               | روی دوم |
| شماره      | نام                            | نویسنده(ها)                           | مدت     |
| ---------- | ------------------------------ | ------------------------------------- | ------- |
| ۱.         | «دارم، دارم، دارم، دارم، دارم» | استیگ آندِشون بیورن اولویوس بنی آندِشون | ۳:۱۵    |
| ۲.         | «سرخوشم کن»                    | بنی آندِشون بیورن اولویوس              | ۳:۰۳    |
| ۳.         | «اینترمتزو شماره ۱»            | بنی آندِشون بیورن اولویوس              | ۳:۴۸    |
| ۴.         | «چشم‌به‌راهت بوده‌ام»             | استیگ آندِشون بیورن اولویوس بنی آندِشون | ۳:۳۹    |
| ۵.         | «خداحافظ»                      | بنی آندِشون بیورن اولویوس              | ۳:۰۶    |
| مجموع مدت: | مجموع مدت:                     | مجموع مدت:                            | ۳۵:۵۶   |

| ترانه‌های اضافی در سی‌دی نسخهٔ ۱۹۸۷ | ترانه‌های اضافی در سی‌دی نسخهٔ ۱۹۸۷ | ترانه‌های اضافی در سی‌دی نسخهٔ ۱۹۸۷                        | ترانه‌های اضافی در سی‌دی نسخهٔ ۱۹۸۷ |
| شماره                            | نام                              | نویسنده(ها)                                             | مدت                              |
| -------------------------------- | -------------------------------- | ------------------------------------------------------- | -------------------------------- |
| ۱۲.                              | «واترلو»                         | استیگ آندِشون بیورن اولویوس بنی آندِشون                   | ۲:۴۴                             |
| ۱۳.                              | «خدا نگهدار»                     | استیگ آندِشون بیورن اولویوس بنی آندِشون                   | ۳:۰۹                             |
| ۱۴.                              | «هانی، هانی»                     | استیگ آندِشون بیورن اولویوس بنی آندِشون                   | ۲:۵۵                             |
| ۱۵.                              | «رینگ رینگ»                      | استیگ آندِشون بیورن اولویوس بنی آندِشون نیل سداکا فیل کُدی | ۳:۰۶                             |
| ۱۶.                              | «نینا، بالرین زیبا»              |                                                         | ۲:۵۳                             |

| ترانه‌های اضافی در سی‌دی نسخهٔ ۱۹۹۷ | ترانه‌های اضافی در سی‌دی نسخهٔ ۱۹۹۷                                                 | ترانه‌های اضافی در سی‌دی نسخهٔ ۱۹۹۷             | ترانه‌های اضافی در سی‌دی نسخهٔ ۱۹۹۷ |
| شماره                            | نام                                                                              | نویسنده(ها)                                  | مدت                              |
| -------------------------------- | -------------------------------------------------------------------------------- | -------------------------------------------- | -------------------------------- |
| ۱۷.                              | «دنیای دیوانه»                                                                   | بنی آندِشون بیورن اولویوس                     | ۳:۴۸                             |
| ۱۸.                              | «یک گلوله پنبه بچین/بر فراز کوه اولد اسموکی/قطار میدنایت اسپشیال» (موسیقی مختلط) | موسیقی سنتی بنی آندِشون [a] بیورن اولویوس [a] | ۴:۲۱                             |

| ترانه‌های اضافی در سی‌دی نسخهٔ ۲۰۰۱ | ترانه‌های اضافی در سی‌دی نسخهٔ ۲۰۰۱                                                 | ترانه‌های اضافی در سی‌دی نسخهٔ ۲۰۰۱             | ترانه‌های اضافی در سی‌دی نسخهٔ ۲۰۰۱ |
| شماره                            | نام                                                                              | نویسنده(ها)                                  | مدت                              |
| -------------------------------- | -------------------------------------------------------------------------------- | -------------------------------------------- | -------------------------------- |
| ۱۲.                              | «دنیای دیوانه»                                                                   |                                              | ۳:۴۸                             |
| ۱۳.                              | «یک گلوله پنبه بچین/بر فراز کوه اولد اسموکی/قطار میدنایت اسپشیال» (موسیقی مختلط) | موسیقی سنتی بنی آندِشون [a] بیورن اولویوس [a] | ۴:۲۱                             |

| ترانه‌های اضافی در مجموعه کامل ضبط‌های استودیویی / نسخه دلوکس ۲۰۱۲ | ترانه‌های اضافی در مجموعه کامل ضبط‌های استودیویی / نسخه دلوکس ۲۰۱۲                 | ترانه‌های اضافی در مجموعه کامل ضبط‌های استودیویی / نسخه دلوکس ۲۰۱۲ | ترانه‌های اضافی در مجموعه کامل ضبط‌های استودیویی / نسخه دلوکس ۲۰۱۲ |
| شماره                                                            | نام                                                                              | نویسنده(ها)                                                      | مدت                                                              |
| ---------------------------------------------------------------- | -------------------------------------------------------------------------------- | ---------------------------------------------------------------- | ---------------------------------------------------------------- |
| ۱۲.                                                              | «دنیا دیوانه»                                                                    |                                                                  | ۳:۴۶                                                             |
| ۱۳.                                                              | «یک گلوله پنبه بچین/بر فراز کوه اولد اسموکی/قطار میدنایت اسپشیال» (موسیقی مختلط) | موسیقی سنتی بنی آندِشون [a] بیورن اولویوس [a]                     | ۴:۲۱                                                             |
| ۱۴.                                                              | «ماما میا» (نسخهٔ اسپانیایی)                                                      | استیگ آندِشون بیورن اولویوس بنی آندِشون بادی مک‌کلاسکی مری مک‌کلاسکی | ۳:۳۴                                                             |

| دی‌وی‌دی نسخهٔ دلوکس ۲۰۲۱ | دی‌وی‌دی نسخهٔ دلوکس ۲۰۲۱                   | دی‌وی‌دی نسخهٔ دلوکس ۲۰۲۱ |
| شماره                  | نام                                      | مدت                    |
| ---------------------- | ---------------------------------------- | ---------------------- |
| ۱.                     | «آبا در استرالیا» (ویژه‌برنامهٔ تلویزیونی) | ۴۰:۵۹                  |
| ۲.                     | «ساختِ سوئد – برای صادرات» (اس‌وی‌تی)       | ۱۰:۵۴                  |
| ۳.                     | «اس‌اواس» (ویژه‌برنامهٔ دریاکنار، بی‌بی‌سی)   | ۳:۲۱                   |
| ۴.                     | «ماما میا» (بهترین‌های پاپ، بی‌بی‌سی)       | ۳:۲۱                   |
| ۵.                     | «تبلیغ تلویزیونی بهترین‌های آبا»          | ۰:۵۸                   |
| ۶.                     | «تبلیغ تلویزیونی برترین‌های آبا»          | ۰:۳۳                   |
| ۷.                     | «نگارخانهٔ بین‌المللی جلد آلبوم»           | ۳:۳۵                   |

یادداشت
- ^  a یعنی آن فرد تنظیم‌کننده موسیقی بوده‌اند.

## جداول موسیقی
| جداول (۱۹۷۷–۱۹۷۵)                     | بالاترین رتبه |
| ------------------------------------- | ------------- |
| آلبوم‌های استرالیا (گزارش موسیقی کنت)  | ۱             |
| آلبوم‌ها/سی‌دی‌های برتر کانادا (آرپی‌ام)  | ۵۵            |
| آلبوم‌های هلندی (جدول‌های هلند)         | ۳             |
| آلبوم‌های فنلاند (جدول‌های رسمی فنلاند) | ۵             |
| آلبوم‌های آلمانی (۱۰۰ آلبوم برتر رسمی) | ۳۱            |
| آلبوم‌های (موزیکا ئی دیسکی)            | ۹             |
| آلبوم‌های نیوزیلندی (آرام‌ان‌زد)         | ۳             |
| آلبوم‌های نروژی (وی‌جی-لیستا)           | ۱             |
| آلبوم‌های سوئدی (برترین‌های سوئد)       | ۱             |
| آلبوم‌های بریتانیا (شرکت جدول‌های رسمی) | ۱۳            |
| بیلبورد ۲۰۰ ایالات متحده              | ۱۷۴           |

| جدول (۲۰۱۳)                     | بالاترین رتبه |
| ------------------------------- | ------------- |
| آلبوم‌های سوئدی (برترین‌های سوئد) | ۳۹            |

| جدول (۲۰۲۱)                     | بالاترین رتبه |
| ------------------------------- | ------------- |
| آلبوم‌های سوئدی (برترین‌های سوئد) | ۲۶            |

| جدول (۱۹۷۸)                                          | رتبه |
| ---------------------------------------------------- | ---- |
| آلبوم‌های شوروی (روزنامهٔ اتحادیه جوانان کمونیست مسکو) | ۱    |

| جدول (۱۹۷۵)                                   | رتبه |
| --------------------------------------------- | ---- |
| آلبوم‌های استرالیا (گزارش موسیقی کنت)          | ۱۹   |
| آلبوم‌های هلند (۱۰۰ آلبوم برتر هلند)           | ۱۸   |
| آلبوم‌های نیوزیلند (جدول رسمی موسیقی نیوزیلند) | ۱۰   |

| جدول (۱۹۷۶)                                   | رتبه |
| --------------------------------------------- | ---- |
| آلبوم‌های استرالیا (گزارش موسیقی کنت)          | ۳    |
| آلبوم‌های نیوزیلند (جدول رسمی موسیقی نیوزیلند) | ۲۳   |

| جدول (۱۹۷۷)                                   | رتبه |
| --------------------------------------------- | ---- |
| آلبوم‌های نیوزیلند (جدول رسمی موسیقی نیوزیلند) | ۳۴   |

| جدول (۱۹۷۸)                                          | رتبه |
| ---------------------------------------------------- | ---- |
| آلبوم‌های شوروی (روزنامهٔ اتحادیه جوانان کمونیست مسکو) | ۱    |

## گواهینامه‌ها و فروش
| منطقه                                                              | گواهی | واحد گواهی‌شده/فروش |
| ------------------------------------------------------------------ | ----- | ------------------ |
| استرالیا                                                           | —     | ۵۷۰٬۰۰۰            |
| فنلاند (موسیککیتواوتتایات)                                         | طلا   | ۲۵٬۳۵۸             |
| هنگ کنگ (آی‌اف‌پی‌آی هنگ کنگ)                                         | طلا   | ۱۰٬۰۰۰*            |
| ژاپن                                                               | —     | ۲۲۰٬۰۰۰            |
| نروژ                                                               | —     | ۱۲۰٬۰۰۰            |
| سوئد                                                               | —     | ۴۷۴٬۶۴۲            |
| بریتانیا (بی‌پی‌آی)                                                  | طلا   | ۱۰۰٬۰۰۰^           |
| خلاصه‌ها                                                            |       |                    |
| اروپا                                                              | —     | ۴٬۰۰۰٬۰۰۰          |
| * رقم فروش تنها بر پایهٔ گواهی‌ها. ^ رقم توزیع تنها بر پایهٔ گواهی‌ها. |       |                    |